# Витамин K
Витамин K — групповое название липофильных (жирорастворимых) и гидрофобных витаминов, необходимых для синтеза белков, обеспечивающих нормальный уровень коагуляции крови. Химически является производным 2-метил-1,4-нафтохинона. Играет значительную роль в обмене веществ в мышцах и в соединительной ткани, а также в здоровой работе почек. Во всех этих случаях витамин участвует в усвоении кальция и в обеспечении взаимодействия кальция и витамина D. В других тканях, например, в лёгких и в сердце, тоже были обнаружены белковые структуры, которые могут быть синтезированы только с участием витамина К.

## Физико-химические свойства
Витамин K1 представляет собой вязкую жёлтую жидкость, хорошо растворим в петролейном эфире, хлороформе, плохо — в этаноле, не растворим в воде.

## Основные формы витамина K
Витамин K определяют как группу липофильных (гидрофобных) витаминов. Существует в двух формах:
- витамин K1 (филлохинон), находится в зеленых овощных культурах, имеющих листья.
- витамин K2 (менахинон, менатетренон) продуцируется кишечной палочкой в кишечнике[2], поэтому его недостаточность проявляется редко, преимущественно при дисбактериозах.

## Химическое строение
Витамин K — групповое название для ряда производных 2-метил-1,4-нафтохинона, сходного строения и близкой функции в организме. Обычно они имеют метилированный нафтохиноновый фрагмент с переменной по числу звеньев алифатической боковой цепью в положении 3. Филлохинон (также именуемый витамином K1) содержит 4 изопреноидных звена, одно из которых является ненасыщенным.
В природе найдены только два витамина группы К: выделенный из люцерны витамин K1 и выделенный из гниющей рыбной муки K2. Кроме природных витаминов К, в настоящее время известен ряд производных нафтохинона, обладающих антигеморрагическим действием, которые получены синтетическим путём. К их числу относятся следующие соединения:
- витамин K3 (2-метил-1,4-нафтохинон);
- витамин K4 (2-метил-1,4-нафтогидрохинон);
- витамин K5 (2-метил-4-амино-1-нафтогидрохинон);
- витамин K6 (2-метил-1,4-диаминонафтохинон);
- витамин K7 (3-метил-4-амино-1-нафтогидрохинон).

## Биохимия
Витамин K участвует в карбоксилировании остатков глутаминовой кислоты в полипептидных цепях некоторых белков. В результате такого ферментативного процесса происходит превращение остатков глутаминовой кислоты в остатки гамма-карбоксилглутаминовой кислоты (сокращенно Gla-радикалы). Остатки гамма-карбоксилглутаминовой кислоты (Gla-радикалы), благодаря двум свободным карбоксильным группам, участвуют в связывании кальция. Gla-радикалы играют важную роль в биологической активности всех известных Gla-белков.
В настоящее время обнаружены 14 человеческих Gla-белков, играющих ключевые роли в регулировании следующих физиологических процессов:
- свёртывание крови (протромбин (фактор II), факторы VII, IX, X, белок C, белок S и белок Z)[4];
- метаболизм костей (остеокальцин, также названный Gla-белком кости, и матрицей gla белка (MGP))[5];
- сосудистая биология[6].

Некоторые бактерии, такие как кишечная палочка, постоянно живущая в толстом кишечнике, способны синтезировать витамин K2, но не витамин K1.
В этих бактериях витамин K2 служит переносчиком электронов в процессе, называемом анаэробным дыханием. Например, такие молекулы, как лактаты, формиаты или NADH, являющиеся донорами электронов, с помощью фермента передают два электрона K2. Витамин K2, в свою очередь, передает эти электроны молекулам — акцепторам электронов, таким как фумараты или нитраты, которые, соответственно, восстанавливаются до сукцинатов или нитритов. В результате таких реакций синтезируется клеточный источник энергии АТФ, подобно тому, как он синтезируется в эукариотических клетках с аэробным дыханием. Кишечная палочка способна осуществлять как аэробное, так и анаэробное дыхание, в котором участвуют интермедиаты менахиноны.

## Роль в возникновении заболеваний

#### Дефицит витамина
Дефицит витамина K может развиваться из-за нарушения усвоения пищи в кишечнике (такие как закупорка желчного протока), из-за терапевтического или случайного всасывания антагонистов витамина K, или, очень редко, дефицитом витамина K в рационе.
В результате приобретенного дефицита витамина K Gla-радикалы формируются не полностью, вследствие чего Gla-белки не в полной мере выполняют свои функции. 
Вышеописанные факторы могут привести к следующему: обильные внутренние кровоизлияния, окостенение хрящей, серьёзная деформация развивающихся костей или отложения солей на стенках артериальных сосудов.
Дефицит витамина K может развиться в результате некоторых хронических заболеваний (энтериты, энтероколиты), при синдроме мальабсорбции, после хирургического удаления части кишечника, при гепатитах разной этиологии, циррозе печени, опухолях поджелудочной железы, желчекаменной болезни, а также при длительном приеме антибиотиков, подавляющих микрофлору кишечника, антикоагулянтов типа дикумарина, варфарина, поскольку они являются антагонистами данного витамина.
У новорожденных детей наблюдается первичная недостаточность витамина К, связанная с задержкой его в плаценте, а также в связи с недостаточной функцией печени и пониженным усвоением жира. Первичная недостаточность витамина K лежит в основе геморрагической болезни новорожденных.
Клиническая картина при К-витаминной недостаточности характеризуется появлением экхимозов, гематом, кровотечений (чаще носовых). У новорожденных детей могут быть кровотечения из пупочной ранки, внутричерепные кровоизлияния.
Петехиальные высыпания на коже и слизистых оболочках при этом отсутствуют, эндотелиальные пробы (симптом жгута, симптом Кончаловского) — отрицательны. При К-гипоавитаминозе содержание протромбина менее 70 %.
Лечение — препараты витамина K (викасол).

## История
В 1929 году датский учёный Хенрик Дам (дат. Carl Peter Henrik Dam) исследовал последствия недостатка холестерина у цыплят, находившихся на лишённой холестерина диете. Через несколько недель у цыплят развилась геморрагия — кровоизлияние в подкожную клетчатку, мышцы и другие ткани. Добавление очищенного холестерина не устраняло патологических явлений. Оказалось, что целебным эффектом обладают зёрна злаков и другие растительные продукты. Наряду с холестерином из продуктов были выделены вещества, которые способствовали повышению свертывания крови. За этой группой витаминов закрепилось название витамины К, поскольку первое сообщение об этих соединениях было сделано в немецком журнале, где они назывались Koagulationsvitamin (витамины коагуляции).
В 1939 году в лаборатории швейцарского ученого Каррера впервые был выделен из люцерны витамин K, его назвали филлохинон.
В том же году американские биохимики Бинклей и Дойзи получили из гниющей рыбной муки вещество с антигеморрагическим действием, но с иными свойствами, чем препарат, выделенный из люцерны. Это вещество получило название витамин K2, в отличие от витамина из люцерны, названного витамином К1.
В 1943 году Дам и Дойзи получили Нобелевскую премию за открытие и установление химической структуры витамина K.

## Нормы потребления
Рекомендованная дневная норма для мужчин (25 лет) в США Dietary Reference Intake (DRI) — 120 мкг/сут.

### Таблица норм потребления витамина K
| Группа людей | Возраст         | Суточная норма витамина K, мкг/день |
| ------------ | --------------- | ----------------------------------- |
| Младенцы     | до 6 месяцев    | 2,0                                 |
| Младенцы     | 7—12 месяцев    | 2,5                                 |
| Дети         | 1—3 года        | 30                                  |
| Дети         | 4—8 лет         | 55                                  |
| Дети         | 9—13 лет        | 60                                  |
| Подростки    | 14—18 лет       | 75                                  |
| Взрослые     | 19 лет и старше | 120                                 |

## Токсичность
Возможны аллергические реакции.